# Pippi Långstrump (film, 1949)
Pippi Långstrump är en svensk film från 1949 i regi av Per Gunnvall. Filmen är baserad på Astrid Lindgrens barnböcker om Pippi Långstrump och i titelrollen ses Viveca Serlachius.

## Handling
Inledningsvis skildrar filmen hur Pippi flyttar in i Villa Villekulla, lär känna Tommy och Annika och bjuder dem på pannkakor. Senare besöks Pippi av tjuvarna Dunder-Karlsson och Blom, som är ute efter Pippis guldpengar. Nästa sekvens är när Pippi gör ett misslyckat försök att börja skolan för att kunna få lov precis som Tommy och Annika. I motsats till 60-talsversionen av Pippi rör det sig här dock om sommarlov och inte jullov.
Därefter börjar filmen avlägsna sig från Astrid Lindgrens original. Visserligen kommer två poliser för att ta Pippi till ett barnhem - men i helt nyskrivna scener sköter Pippi därefter en skivaffär bara för att innehavarens dotter Birgit ska kunna träffa sin pojkvän Magnus. Pippi gör handfasta hållbarhetstester av de ömtåliga stenkakorna och lämnar butiken full med skärvor.
Därnäst återvänder Pippis pappa med "Hoppetossa" från de sju haven för att hämta hem sin dotter till Kurre-Kurreduttön. Efter tårdrypande farväl slutar filmen dock med att Tommy och Annika följer med Pippi till Söderhavet.

## Rollista i urval
- Viveca Serlachius - Pippi Långstrump
- Benkt-Åke Benktsson - Efraim Långstrump, sjökapten, hennes pappa
- Tord Ganmark - Tommy Settergren, Annikas bror
- Berit Essler - Annika Settergren, Tommys syster
- Sigge Fürst - Valle Teodor "Dunder-Karlsson" Karlsson, bov
- Carl Reinholdz - Ville Fredrik Teodor Laban Blom, bov
- Gustaf Lövås - Polis Karlsson
- Arne Källerud - Polis Larsson
- Carl-Gustaf Lindstedt - Säljande pianoman
- Stig Järrel - Albin Rosén, grammofonhandlare
- Julia Cæsar - Skollärarinna
- Vincent Jonasson - Lärare
- Doreen Denning - Birgit, Roséns dotter
- Michael Fant - Magnus, hennes fästman
- Maj Larsson - ena flickan i grammofonaffären
- Siv Larsson - andra flickan i grammofonaffären
- Svend Asmussen - brevbärare
- Mona Mårtenson - Pia
- Emy Hagman - Fru Settergren
- Svend Asmussen - Postmannen

## Produktion
Filmen premiärvisades på biograf Royal i Stockholm den 9 december 1949. Som förlaga har man Astrid Lindgrens böcker Pippi Långstrump (1945), Pippi Långstrump går ombord (1946) och Pippi Långstrump i Söderhavet (1948).
Lindgren protesterade mot att i filmen Pippi Långstrump tillkommit några gestalter, som ej finns med i böckerna, bland annat det unga kärleksparet Birgit och Magnus. Även det faktum att Pippi spelades av en vuxen skådespelerska har kritiserats. Då filmen blev hårt kritiserad av Astrid Lindgren, valde hon att själv skriva manus i de andra filmerna baserade på hennes böcker.

## Musik i filmen
- "Pippis visa", kompositör Per-Martin Hamberg, text Per Gunvall, sång Viveca Serlachius, violin Svend Asmussen
- "Schottis (Hamberg)", kompositör Per-Martin Hamberg, dans Viveca Serlachius, Sigge Fürst och Carl Reinholdz
- "Polis-potatisgris", kompositör Per-Martin Hamberg, text Per Gunvall, sång Viveca Serlachius
- "Visan på kalaset", kompositör Per-Martin Hamberg, text Per Gunvall, sång Viveca Serlachius
- "Stycke, piano, op. 32. Frühlingsrauschen", kompositör Christian Sinding, instrumental
- "Jon Blund den lille med paraplyn", kompositör Maurice Karkoff, text Peter Lemche, instrumental
- "Diddeli-Diddela-Diddelej", kompositör och text Povel Ramel, sång Siv Larsson och Maj Larsson
- "Brev från Afrika", kompositör Per-Martin Hamberg, text Per Gunvall, sång Svend Asmussen
- "Nu är det jul igen", sång Benkt-Åke Benktsson, Viveca Serlachius, Tord Ganmark och Berit Essler